# Аксар, Александр Иванович
Алекса́ндр Ива́нович Акса́р (чув. Сантăр Аксар, настоящая фамилия Мефо́дьев; род. 28 ноября 1938, дер. Яншихово, Батыревский район, Чувашия) — чувашский писатель, литературный критик, поэт, переводчик, кандидат филологических наук (1984).
Главный редактор журнала «Хатӗр пул» (1985—1991). Заслуженный деятель культуры Чувашской Республики (2000).

## Биография
В 1953 году окончил Яншиховскую семилетнюю школу, в 1956 году Шыгырданскую среднюю школу. Поступил на работу в колхозную артель.
В 1957 году Александр был призван в армию. После службы в армии Александр Иванович трудился в Ибресинской районной газете «Коммунизм çĕнтерĕвĕшĕн», инструктором Ибресинского райкома партии (1961—1962), в редакции Батыревской районной (межрайонной) газеты «Авангард» (1962—1970), Батыревском райкоме (1970—1972) и Чувашском обкоме (1972—1985) КПСС, главным редактором журнала «Хатĕр пул» (1985—1991) и «Çилçунат» (1992) .
В 1961—1967 годах заочно обучался в Чувашском педагогическом институте.
В 1972—1975 годах — аспирант Чувашского университета.
В 1984 году защитил кандидатскую диссертацию на соискание степени кандидата филологических наук (Саранск, тема диссертации «Современная чувашская проза о рабочем классе»).
С 1992 в Чувашском государственном педагогическом институте: старший преподаватель, доцент, одновременно в 1998—2004 годах — декан вновь открывшегося факультета чувашской филологии.
С 1991 года в Союзе писателей Чувашской Республики, с 1992 года в Союзе писателей Российской Федерации, с 1969 года в Союзе журналистов Российской Федерации.

## Творческая деятельность
Александр Иванович на литературатурном поприще с начала 1950-х годов. Стихотворение «Кахал» (Лентяй) явилось его первым творением, его напечатала в 1954 году районная газета «Авангард». Позже очерки, статьи и стихи увидели свет в республиканской периодике.
По его стихам чувашские композиторы Н. Эриванов, Ю. Кудаков, Ю. Жуков, Н. Тимофеев, В. Романов, В. Адюков, Н. Заводскова сочинили более 40 песен.
Александр Иванович также знаменит своими переводами. Он перевёл много рассказов, стихов русских, татарских, мокшанских авторов, около 20 художественных фильмов на чувашский язык.
Александр Мефодьев подготовил сборники чувашских авторов «Тракторстрой çути» (Свет Тракторостроя) и «Çамрăклăхпа ăсталăх» (Молодость и мастерство). Также вышли отдельной книгой его творения:
- «Алексей Талвир» (1999);
- «Образы рабочих в чувашской литературе» (2001);
- «Юхать Пăла» (2003).

## Награды и звания
- Заслуженный работник культуры Чувашской Республики (2000).
- Почетный гражданин Батыревского района (2015)[4]
- Лауреат литературной премии им. М. Трубиной (1998)